# Cacrey
Le Cacrey est une rivière française du Massif central qui coule dans le département du Lot, dans la région Occitanie sur la commune de Creysse. C'est un affluent direct de la Dordogne sur sa rive droite. 

## Étymologie
Le Cacrey, c'est son nom actuel mais on l'appelait jadis le Creiss ou Creix qui veut dire "ruisseau qui sort du rocher".Ce mot venu du latin Crescere a donné en langue romaine Croaxia, Croixe, Croyssa.

## Géographie
- Il prend sa source vers 115 mètres d'altitude, sur la commune de Creysse à 3 kilomètres au nord du bourg.
- La longueur du ruisseau est de 3,8 kilomètres[2].
- Il se jette dans la Dordogne vers 97 mètres d'altitude.

## Le cours de la rivière
- Sa source la résurgences du Cacrey [3]. Coordonnées : 44° 54' 42" N - 1° 35' 58" E.
- Moulin de Cacrey, moulin fortifie, attesté au XIVe siècle Monument historique attesté du 10 juin 1996[4].
- Moulin du Goth.
- Moulin de Pinsagou en ruine.
- passe sous les ponts de l'Europe dans le bourg.
- passe au pied de la halle du XVIe siècle.
- Moulin du bourg.
- passe sous l'auberge de l'ile[5].
- passe au pied du château vieux.
- longe les remparts.
- se jette dans la Dordogne sur la rive droite. Coordonnées : 44° 53' 06" N - 1° 35' 42" E.